# He Who Saw the Deep
He Who Saw the Deep — другий студійний альбом уельської групи I Like Trains, який був випущений 4 жовтня 2010 року.

## Список композицій
| #     | Назва                       | Тривалість |
| ----- | --------------------------- | ---------- |
| 1.    | «When We Were Kings»        | 4:51       |
| 2.    | «A Father's Son»            | 3:25       |
| 3.    | «We Saw the Deep»           | 5:08       |
| 4.    | «Hope is not Enough»        | 3:52       |
| 5.    | «Progress is a Snake»       | 3:56       |
| 6.    | «These Feet of Clay»        | 4:16       |
| 7.    | «Sirens»                    | 4:12       |
| 8.    | «Sea of Regrets»            | 8:05       |
| 9.    | «These Broken Bones»        | 4:12       |
| 10.   | «A Divorce Before Marriage» | 4:34       |
| 11.   | «Doves»                     | 3:23       |
| 49:54 |                             |            |

## Учасники запису
- Девід Мартін – вокал, гітара
- Гай Баністер – гітара, клавіші
- Алістер Боуіс – бас
- Саймон Фагол – ударні